# Çal
Çal ist eine Stadt im gleichnamigen Landkreis der türkischen Provinz Denizli und gleichzeitig ein Stadtbezirk der 2012 geschaffenen Büyükşehir belediyesi Denizli (Großstadtgemeinde/Metropolprovinz). Çal liegt etwa 65 km nordöstlich vom Zentrum Denizli und rangiert auf Platz 10 der bevölkerungsstärksten İlçe der Provinz (Ende 2020). Die Bevölkerungsdichte liegt mit 22 Einwohnern je Quadratkilometer unter dem Provinzschnitt (86 Einwohner je km²). Laut Logo erhielt Çal bereits 1876 den Status einer Belediye (Gemeinde).

## Wirtschaft und Infrastruktur
Das Gebiet ist größtenteils landwirtschaftlich geprägt und besonders für seine Weingärten bekannt. In Çal findet jährlich ein Weinfest statt. Außerdem gibt es eine Zementfabrik, eine Fruchtsaftfabrik und Lager für die Früchte.

## Sehenswürdigkeiten
Die Hançalar-Brücke über den Fluss Menderes zwischen den Dörfern Hançalar und Kocaköy erinnert an eine römische Brücke. Der Architekt der Dreibogenbrücke ist unbekannt. Die Brücke wurde mehrere Male wieder aufgebaut. Das Bauwerk ist 10 m hoch und 66 m lang. Es besteht aus drei Bögen mit einer Spannweite von je 12 m.
Bemerkenswert sind die Wasserfälle Sakızcılar Şelâlesi, die sich in der Nähe des Dorfes Sakızcılar, am Hang des Berges Çaldağı, befinden.

## Persönlichkeiten
- Hasan Ali Toptaş (* 1958), Schriftsteller
- Özcan Bizati (* 1968), türkischer Fußballspieler und -trainer